# Bermudes (indumentària)

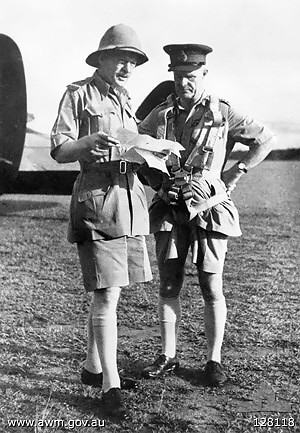
Comandants anglesos amb bermudes durant la Segona Guerra Mundial.

Les Bermudes són un tipus particular de pantalons curts, ara usat extensament com a indumentària informal tant per homes com per dones. La vora doble es col·loca prop d'un quatre polzades (2,5 - 10 cm) sobre el genoll.
El seu nom prové de Bermudes, un territori d'ultramar britànic, on es considera una indumentària masculina apropiada per als negocis quan estan fets de material de qualitat i es porten amb mitjons llargs fins al genoll, una camisa de vestir, corbata i jaqueta. Estan disponibles en una àmplia varietat de colors, incloent molts models en colors pastel així com colors més foscs.

## Origen
Les bermudes es van originar a l'exèrcit britànic per a l'ús en climes tropicals i desèrtics i encara són usades per la marina de guerra reial. Es creu que l'estil va ser adaptat per a l'ús de negocis a Bermudes, emulant la indumentària de les forces militars britàniques situades allà a començaments del segle xx.
Els pantalons bermudes autèntics no han de ser confosos amb els pantalons Capri i similars que s'estenen fins i tot sota el genoll. Els pantalons Cargo poden ser d'una longitud similar, però són típicament amples o més mal tallats que les bermudes.

## Galeria

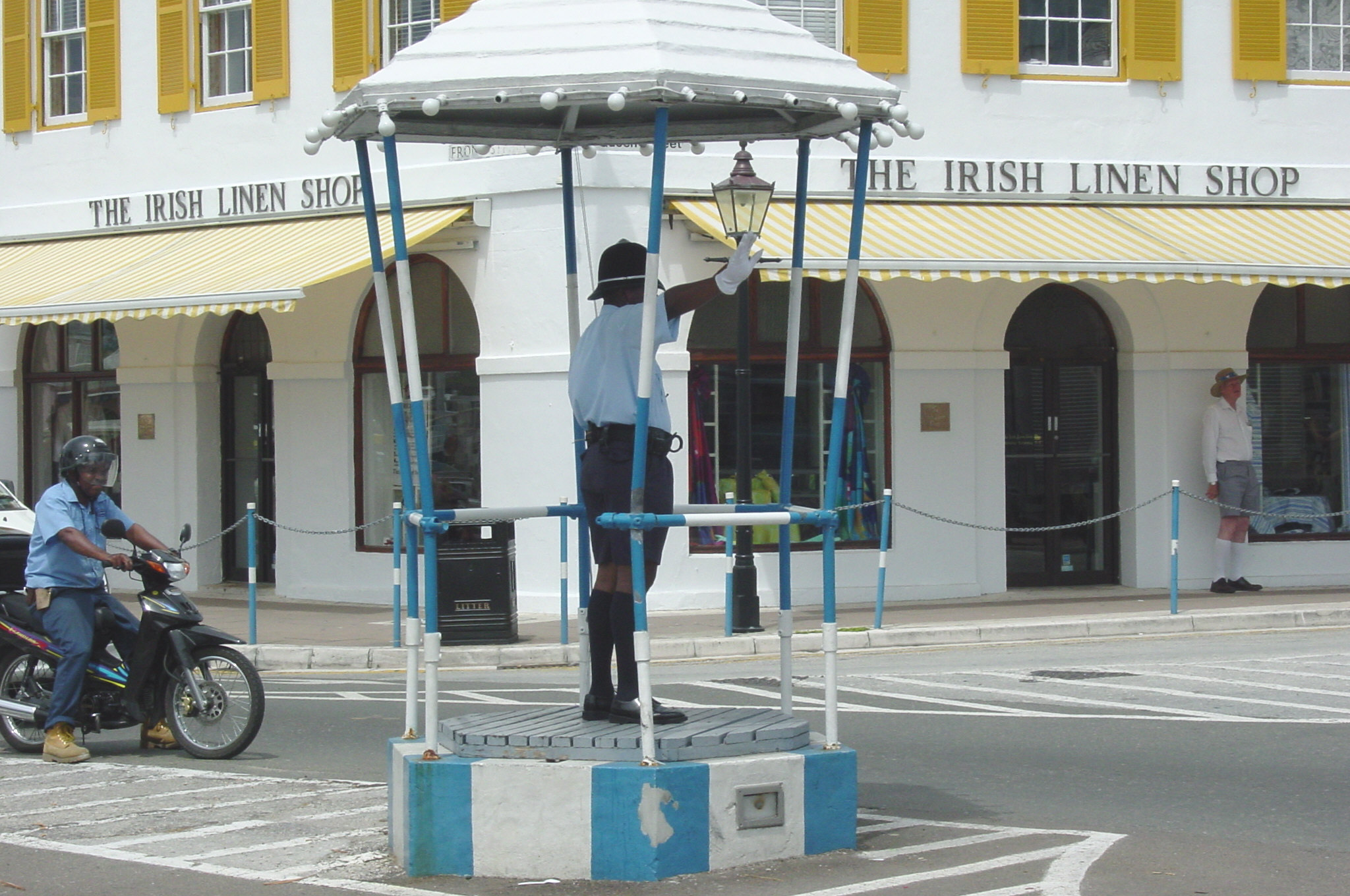
Policia amb bermudes.
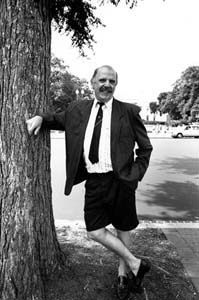
Claude Froidevaus (1990)
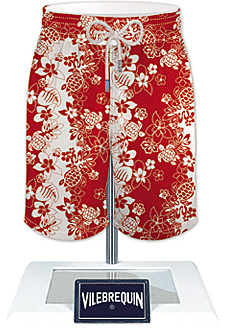
Bermudes de Vilebrequin
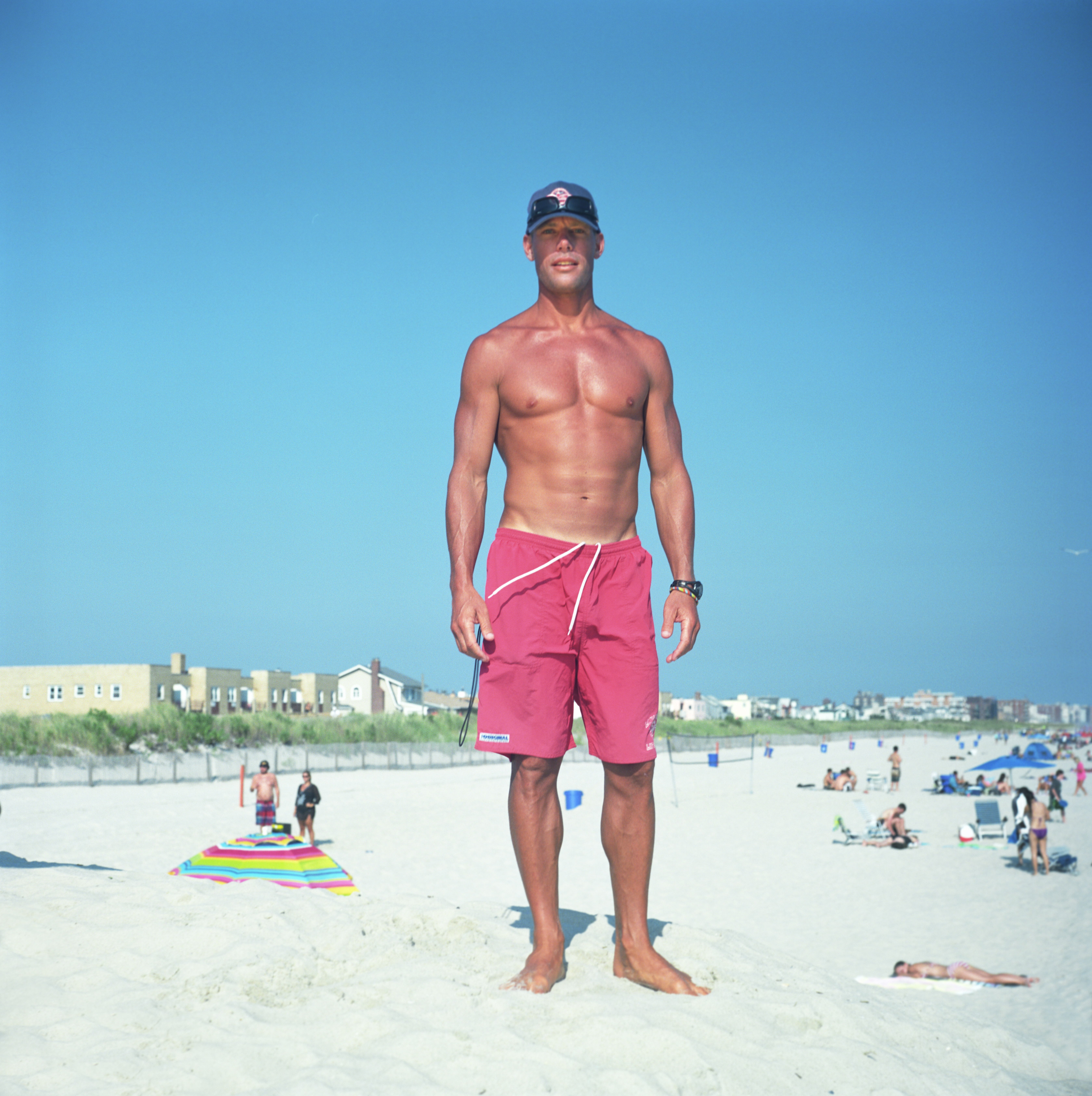
Socorristes de platja vestits amb bermudes.